# SAP Open 2006
Il SAP Open 2006 è stato un torneo di tennis giocato sul cemento indoor. È stata la 118ª edizione del SAP Open, che faceva parte della categoria International Series nell'ambito dell'ATP Tour 2006. Si è giocato nell'HP Pavilion di San Jose negli Stati Uniti, dal 13 al 19 febbraio 2006.
L'evento vide il ritorno alla vittoria in un torneo di doppio di John McEnroe che, all'età di 47, vinse in coppia con lo svedese Jonas Björkman, 14 anni dopo l'ultimo successo nella specialità: quello del Paris Open 1992 quando vinse in coppia con il fratello Patrick.

## Campioni

### Singolare
Andy Murray ha battuto in finale  Lleyton Hewitt per 2-6, 6-1, 7-6(3).

### Doppio
John McEnroe /  Jonas Björkman hanno battuto in finale  Paul Goldstein /  Jim Thomas per 7-6(2), 4-6, [10-7].